# 94 هـ
94 هـ هي سنة في التقويم الهجري امتدت مقابلةً في التقويم الميلادي بين سنتي 712 و713.

## مواليد
- الليث بن سعد
- يونس بن حبيب

## وفيات
- أبو بكر بن عبد الرحمن بن الحارث بن هشام
- أبو سلمة بن عبد الرحمن بن عوف
- عروة بن الزبير
- أبو بكر بن عبد الرحمن
- سعيد بن المسيب